# Johannes Kraus
Johannes Kraus (* 23. Januar 1893 in Büdesheim; † 18. Juni 1969 in Mainz) war ein deutscher Theologe und Priester.

## Leben
Von 1912 bis 1916 studierte er am Priesterseminar Mainz und an der Universität Fribourg (1924–1925/1926–1927) scholastische Philosophie und historische Hilfswissenschaften und an der Universität München (1925–1926). Von 1926 bis 1927 war er Lehrbeauftragter am Priesterseminar Mainz. Nach der Promotion in Freiburg im Üechtland 1927 war er von 1927 bis 1930 Assistent am Priesterseminar Mainz. Nach der Habilitation 1930 an der Universität Fribourg war er von 1931 bis 1938 Professor am Priesterseminar Mainz für Religionsgeschichte, Religionsphilosophie und Fundamentaltheologie und von 1938 bis 1946 Professor ebenda für Moraltheologie und Ethik. Von 1946 bis 1961 lehrte er als Professor für Moraltheologie und Ethik an der Katholisch-Theologische Fakultät der Universität Mainz.
Seit 1924 war er Mitglied der katholischen Studentenverbindung KDStV Teutonia Freiburg im Uechtland.

## Schriften (Auswahl)
- Die Lehre des Johannes Duns Skotus O.F.M. von der Natura Communis. Ein Beitrag zum Universalienproblem in der Scholastik. Freiburg im Üechtland 1927, OCLC 421844210.
- Quaestiones de universalibus magistrorum Crathorn O.P., Anonymi O.F.M., Ioannis Canonici, O.F.M. Münster 1937, OCLC 8271897.